# Tao Okamoto
 (juillet 2013).
Si vous disposez d'ouvrages ou d'articles de référence ou si vous connaissez des sites web de qualité traitant du thème abordé ici, merci de compléter l'article en donnant les références utiles à sa vérifiabilité et en les liant à la section « Notes et références ».
Tao Okamoto (岡本 多緒, Okamoto Tao) est née le 22 mai 1985 à Chiba au Japon. Elle est mannequin et actrice, elle a notamment été le visage de Ralph Lauren. Elle fait ses débuts au cinéma en 2013 en interprétant Mariko Yashida, premier rôle féminin, dans le film Wolverine : Le Combat de l'immortel.

## Carrière
Tao Okamoto commence sa carrière dans le mannequinat à l'âge de quatorze ans. En 2006, elle prend la décision d'aller à Paris pour développer sa carrière à un niveau international. Peu de temps après, elle fait ses débuts sur la scène européenne et devient l'un des rares mannequins asiatiques éminents de cette époque.
Elle a défilé pour de nombreuses marques comme Alexander Wang, Chanel, Dolce&Gabbana, Fendi, Louis Vuitton, Miu Miu, Ralph Lauren et Yves Saint Laurent.
En 2009, elle déménage à New-York.
En 2013, elle fait ses débuts au cinéma dans Wolverine : Le Combat de l'immortel en jouant le premier rôle féminin, donnant la réplique à Hugh Jackman. En 2016, elle est l'assistante de Lex Luthor dans Batman v Superman : L'Aube de la justice.

## Filmographie

### Cinéma
- 2013 : Wolverine : Le Combat de l'immortel (The Wolverine) de James Mangold : Mariko Yashida[1]
- 2016 : Batman v Superman : L'Aube de la justice (Batman v Superman: Dawn of Justice) de Zack Snyder : Mercy Graves, l'assistante de Lex Luthor[1]
- 2016 : Crossroads
- 2017 : Manhunt de John Woo
- 2018 : Laplace's Witch (ラプラスの魔女, Rapurasu no majo?) de Takashi Miike : Rei Kirimiya

### Télévision
- 2014 : Chi no wadachi : Toko Sakagami
- 2015 : Hannibal : Chiyoh (4 épisodes)[1]
- 2015 : The Man in the High Castle : Betty (4 épisodes)[2]
- 2018 : Westworld : Hanaryo
- 2019 : She's Just a Shadow : Irena